# Джексон, Альфонсо
Альфонсо Джексон (англ. Alphonso Jackson; род. 9 сентября 1945) — американский политический и государственный деятель, министр жилищного строительства и городского развития США (2004—2008).

## Биография
Джексон родился 9 сентября 1946 года в Маршалле (Техас). Его мать была акушеркой, а отец — разнорабочим. Джексон изучал политологию в Государственном университете Трумэн, а далее поступил на юридический факультет Университета Вашингтона в Сент-Луисе.
После учёбы Джексон работал директором в Жилищном управлении Сент-Луиса, а затем возглавил Жилищное управление Далласа. В 2001 году он стал заместителем министра жилищного строительства и городского развития США, а в 2004 году сам занял эту должность. Ушёл в отставку в 2008 году.